# Helene Knoop
Helene Knoop (Drøbak, 26 de novembro de 1979) é uma pintora norueguesa que vive e trabalha em Oslo. Entre 1998 e 2000, foi aluna e assistente de Reidar Finsrud e, de 2000 a 2003, foi aluna de Odd Nerdrum.

## Biografia
Knoop pertence a um grupo de pintores figurativos no Reino Unido, que se autodenominam "The Kitsch Painters", com base na interpretação de Odd Nerdum de pintura e escultura1. Muitas das obras de knoop são claramente influenciadas pelas obras de Odd Nerdum, mas sua pintura é caracterizada por suas referências ao Renascimento italiano e ao barroco. Ela dirige o site WorldWideKitsch com o colega estudante do Nerdum, Jan-Ove Tuv, e foi uma das personagens principais por trás do evento "Kitsch Biennial".
Knoop teve várias exposições individuais, entre outras na Trafo Gallery em 2009 com a exposição "The Nine Mice" e na Trygve Linked Gallery em 2007 com a exposição "Déjà vu". Além disso, há uma grande variedade de exposições coletivas, incluindo Edsvik Konsthall 2009, Knapperud Konsthall 2009, na Haus der Kunst em Munique, 2005, Solli Brug 2004 e Haugar Vestfold Art Museum, 2002.
A obra de Helene knoop transcendeu as fronteiras da Noruega, sendo admirada em diversas partes do mundo, e representada em coleções da Noruega, Suécia, Inglaterra, Itália, Nicarágua e EUA, por exemplo.